# Grumman F-11 Tiger
Грумман F-11 «Тайгер» (англ. Grumman F-11 Tiger; до 1962 года обозначение F11F) — американский палубный истребитель. Совершил первый полёт 30 июля 1954 года. Состоял на вооружении боевых эскадрилий ВМС США в 1956—1961 годах, использовался пилотажной группой «Голубые ангелы» до 1969 года. Всего построено около 200 самолётов.
F-11 не поставлялся на экспорт и не применялся в боевых действиях. Он известен как второй (после F-6) сверхзвуковой самолёт американских ВМС.

## Тактико-технические характеристики

### Технические характеристики
- Экипаж: 1 человек
- Длина: 14,3 м
- Размах крыла: 9,6 м
- Высота: 4,0 м
- Площадь крыла: 23 м²
- Масса пустого: 6500 кг
- Масса снаряжённого: 9650 кг
- Масса максимальная взлётная: 10 900 кг
- Двигатель: 1× турбореактивный Райт J65-W-18
- Тяга:
  - максимальная: 32,9 кН
  - на форсаже: 46,7 кН
- Точек подвески: 4

### Лётные характеристики
- Максимальная скорость на высоте 11 000 м: 1170 км/ч
- Крейсерская скорость: 929 км/ч
- Дальность полёта: 2050 км
- Практический потолок: 12 800 м
- Скороподъёмность: 27 м/с (1620 м/мин)
- Удельная нагрузка на крыло: 420 кг/м²
- Тяговооружённость: 0,49

### Вооружение
- Пушки: 4×20 мм (Кольт Mk.12 Mod.0), боекомплект — 125 сн/ствол
- до 4 УР AIM-9

### Интересные факты
Этот самолет известен тем, что во время испытаний 20-миллиметровой пушки 21 сентября 1956 года,   пилот Tiger умудрился догнать собственные снаряды и быть сбитым ими же.